# Higashiyamato
Higashiyamato (japanska: 東大和市?, Higashiyamato-shi) är en stad i västra delen av Tokyo prefektur i Japan. Staden fick stadsrättigheter 1970.